# Boavista FC
A Boavista Futebol Clube, vagy egyszerűen csak Boavista, egy portugál sportklub Portóban. Az egyesület Porto második legnagyobb klubja, többek között rendelkezik röplabda, sakk, torna, kerékpár, futsal, és ökölvívó szakosztállyal is, de legismertebb a labdarúgó szekciójáról. A csapat védjegye fekete-fehér sakkmintás meze. Stadionja, az Estádio do Bessa, 1973-ban épült, majd a 2004-es portugáliai Európa-bajnokságra felújították.
A Belenenses mellett csak a Boavista büszkélkedhet azzal, hogy a „Nagy hármason” kívüli csapatként sikerült megnyernie a portugál labdarúgó-bajnokságot, 2001-ben. Öt alkalommal sikerült elhódítaniuk a portugál kupát is, háromszor pedig a portugál szuperkupát, ezzel a Boavista Portugália negyedik legsikeresebb klubjának számít.
A 2002/03-as szezonban egészen az UEFA-kupa elődöntőjéig jutott.
A klub idáig 51 szezont töltött a portugál labdarúgás élvonalában. A 2007-2008-as bajnokság végén - bár a 9. helyen végeztek - a Boavistának 1969 óta először búcsúznia kellett az első osztálytól, mivel az Apito Dourado néven elhíresült bundabotrányban bűnösnek ítélte a csapatot a fegyelmi bizottság és kizárta őket a másodosztályba.
2009-ben a pénzügyi csőd szélére sodródott és jócskán meggyengült csapat a másodosztályból is kiesett, és azóta a portugál harmadosztályban szerepel.
A 2008-as korrupciós ügyek miatti alsóbb ligába sorolást követően fellebbeztek és 2013 februárjában sikerrel jártak a Portugál Labdarúgó Szövetség (FPF) jogi bizottságánál. Ezt követően született meg egy megállapodás 2013 júniusában az FPF és a liga (LPFP) között arról, hogy 18 csapatosra bővülhet az élvonal, így a csapat jelenleg a portugál bajnokság első osztályában szerepel.

## Estádio do Bessa

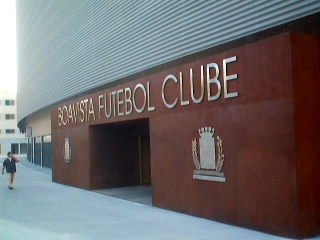
A stadion bejárata

A csapat hazai mérkőzéseit az 1973-ban épült, majd a 2004-es portugáliai Európa-bajnokságra felújított Estádio do Bessában (hivatalos új nevén Estádio do Bessa Século XXI - magyar fordításban XXI. századi Bessa-stadion) játssza, ami Porto Boavista nevű kerületében fekszik.
Mint mindegyik stadion, melyet a 2004-es Európa-bajnokságon használtak, a Bessa is új létesítmény, bár az új lelátókat a régiekre építették rá, és nem egyidőben, hanem mindegyiket külön-külön, így a Boavista az építkezés alatt is játszhatott benne. Az átépítés költsége 45 164 726 euró volt, melyből 7 785 735 eurót a portugál állam fizetett. A stadion befogadóképessége 28 263 fő. A felújítási tervek egyébként már azelőtt megvoltak, mielőtt Portugália 1999-ben megkapta az EB rendezési jogát, ekkor pedig az első munkálatok már meg is kezdődtek. A stadiont a Grupo3 Arquitectura tervezte.
2009 októbere és 2010 januárja között a stadion újabb átalakításon ment keresztül: szintetikus gyepszőnyeget kapott. Az új műfüves borítást a Global Stadium - Grupo ACA nevű cég munkásai fektették le.

## Ismertebb játékosok
| - Phil Walker - Zé Kalanga - Mateus - Fernando Avalos - Roland Linz - Erwin Sánchez - David Fleurival - Kwame Ayew | - Jimmy Floyd Hasselbaink - William - Roudolphe Douala - Husszain Jasszer - Przemysław Kaźmierczak - Rafał Grzelak - Peter Jehle - Mourtala Diakité | - Ali El-Omari - Richard Daddy Owobokiri - Alfredo - Carlos Manuel - Diamantino - João Pinto - Jorge Silva - Martelinho | - Frederico - Litos - Almani Moreira - Frechaut - Nuno Gomes - Pedro Emanuel - Ricardo - Petit | - Bosingwa - Carlos - Raúl Meireles - Ion Timofte - Faye Fary - Tomáš Oravec - Leonson Lewis - Russell Latapy | - Serhiy Atelkin |